# Trois Salazes
Les Trois Salazes sont un ensemble de trois pics rocheux formant une curiosité naturelle du massif du Piton des Neiges visible depuis le centre-ville de Cilaos, sur l'île de La Réunion. Ils dominent par ailleurs l'îlet de Marla quant à lui situé dans le cirque de Mafate, de l'autre côté du col du Taïbit.
Salaze viendrait du nom malgache salazane signifiant pieu. Et c’est très exactement ce que sont ces trois doigts pointés vers le ciel sur la ligne de crête reliant le Gros Morne au Grand Bénare entre Cilaos et Mafate. Écrasés par la masse de ces deux formidables géants, les Trois Salazes se font toutes petites mais de la Roche Écrite au Dimitile en passant par Mafate et Cilaos, ces sentinelles de pierre n’échappent pas au regard.
L'arête des Trois Salazes est accessible par un sentier de randonnée abrupt. Leur ascension nécessite en revanche du matériel et des techniques d'alpinisme, sur un rocher de qualité très variable. Il est possible de faire appel à un guide de haute montagne.